# Auro
Auro Alvaro da Cruz Júnior, mais conhecido por Auro Júnior ou simplesmente Auro (Jaú, 23 de janeiro de 1996), é um futebolista brasileiro que atua como lateral-direito e meia-direita. Atualmente é jogador do Al-Muharraq.

## Carreira

### São Paulo
Natural de Jaú, São Paulo, Auro passou a pré-adolescência tentando jogar nas categorias iniciais do São Paulo. Sem sucesso, ele foi tentar a sorte na Portuguesa, onde foi aceito. Pouco tempo depois, o São Paulo voltou atrás e o convidou a fazer parte da equipe sub-15. No entanto, antes de se firmar na posição de lateral-direito, o jogador atuou em outras faixas do campo e ganhou experiência para desempenhar o seu futebol. Desde cedo, se destacou por sua habilidade e poder ofensivo, chamando a atenção de clubes como o Barcelona.
Durante o Campeonato Paulista de 2014, Auro foi integrado a equipe principal do São Paulo comandada por Muricy Ramalho. Fez sua estreia no dia 7 de setembro de 2014, entrando no lugar de Paulo Miranda em uma vitória em casa sobre o Sport por 2 a 0, pelo Campeonato Brasileiro de 2014. Estreou como titular no dia 10 de setembro, na vitória fora de casa por 4 a 2 sobre o Botafogo.

### Linense
Em 29 de fevereiro de 2016, foi oficializado o empréstimo de Auro ao Linense até o final do Campeonato Paulista de 2016. Sua estreia no clube aconteceu em 6 de março, entrando como substituto em uma vitória fora de casa por 1 a 0 sobre o Rio Claro.

### Retorno ao São Paulo
Depois de disputar o Campeonato Paulista de 2016 pelo Linense, Auro retornou ao São Paulo. Sua reestreia aconteceu em 15 de maio de 2016, entrando como titular em uma vitória fora de casa por 1 a 0 sobre o Botafogo, pelo Campeonato Brasileiro de 2016.
No final de julho de 2016, Auro foi emprestado ao Sport até o final de 2016, mas por conta do regulamento não pôde jogar pelo clube pernambucano. De acordo com o artigo 13, parágrafo 2 do regulamento geral de competições da Confederação Brasileira de Futebol (CBF), um atleta só pode disputar competições nacionais por, no máximo, dois clubes dentro de uma temporada. Auro já tinha defendido o Linense pela Copa do Brasil e o São Paulo pelo Campeonato Brasileiro.

### América Mineiro
Em 13 de janeiro de 2017, foi oficializado o empréstimo de Auro ao América Mineiro, por um contrato de um ano. Fez sua estreia pelo clube em 26 de janeiro, entrando como titular em um empate em casa por 0 a 0 com o Ceará, pela Primeira Liga de 2017. No entanto, no meio da temporada, Auro teve que retornar ao São Paulo por conta de uma lesão no joelho.

### Toronto FC

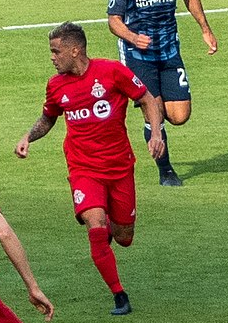
Auro atuando pelo Toronto no ano de 2020.

Em 13 de fevereiro de 2018, foi anunciado que Auro havia sido emprestado ao Toronto com uma opção de compra. Ele tomou a decisão de vir para o clube canadense depois de falar com seu companheiro de equipe do São Paulo e ex-atacante do Toronto FC, Gilberto, recusando oportunidades de jogar na América do Sul, Portugal e Espanha em favor de se juntar ao Toronto. Ele fez sua estreia no clube em 20 de fevereiro de 2018, em uma vitória fora de casa por 2 a 0 contra o Colorado Rapids no primeiro jogo das oitavas de final da Liga dos Campeões da CONCACAF de 2018.
Em 17 de dezembro, Toronto optou por comprar Auro em definitivo. No final da temporada de 2021 da MLS, o Toronto anunciou que estava exercendo sua renovação de contrato com Auro, mantendo-o no clube até 2022.

### Santos
No dia 14 de fevereiro de 2022, o Santos anunciou a contratação de Auro, por um contrato de empréstimo até o final do ano. Contudo, o jogador precisou passar uma mini pré-temporada e estreou no dia 8 de março, entrando como titular em um empate fora de casa por 1 a 1 contra o Fluminense-PI, pela Copa do Brasil de 2022.
Auro chegou a ganhar sequência ainda com o técnico Fabián Bustos na reta final do Campeonato Paulista por causa da lesão sofrida por Madson, mas perdeu espaço após o companheiro de time se recuperar. Sem conseguir convencer em campo, Auro acabou sendo preterido por Bustos, que chegou a improvisar o atacante Lucas Braga na função em algumas partidas. Além disso, o jogador também viu a concorrência pela posição aumentar após o Santos acertar a contratação de Nathan, vindo do Boavista, de Portugal.
Em 22 de novembro, o Santos anunciou que Auro não ia ter seu vínculo renovado e deixaria o clube após o final do contrato. O Toronto também não renovou seu contrato para a temporada de 2023, ficando livre no mercado.

### Ordabasy
No dia 3 de março de 2023, Auro foi anunciado pelo clube cazaque Ordabasy.

## Seleção Brasileira

### Sub-17
Auro representou a Seleção Brasileira nas categorias Sub-17, Sub-20 e Sub-21. Ele ganhou sua primeira convocação para jogar no Campeonato Sul-Americano Sub-17 de 2013, jogando em todas as nove partidas de sua equipe, que terminou em terceiro lugar. Na Copa do Mundo Sub-17 de 2013, nas quartas-de-final contra o México, ele marcou o décimo pênalti de sua equipe durante a disputa de pênaltis, que perdeu por 11 a 10, após o jogo terminar em 1 a 1.

### Sub-20
Ele foi convocado para a Seleção Brasileira Sub-21 no Torneio de Toulon de 2014, onde fez parte do time vencedor do campeonato. Ele foi convocado para a Seleção Brasileira Sub-20 para o Campeonato Sul-Americano Sub-20 de 2015, jogando apenas três partidas.

## Estilo de jogo
Auro Júnior é um lateral-direito de origem, mas é capaz de jogar como meia-direita fazendo um trabalho defensivo sólido.

## Estatísticas
Atualizado até 9 de fevereiro de 2023.

### Clubes
| Equipe            | Temporada         | Campeonato nacional | Campeonato nacional | Campeonato nacional | Copa nacional[a] | Copa nacional[a] | Copa nacional[a] | Competições continentais[b] | Competições continentais[b] | Competições continentais[b] | Outros torneios[c] | Outros torneios[c] | Outros torneios[c] | Total | Total | Total   |
| Equipe            | Temporada         | Jogos               | Gols                | Assist.             | Jogos            | Gols             | Assist.          | Jogos                       | Gols                        | Assist.                     | Jogos              | Gols               | Assist.            | Jogos | Gols  | Assist. |
| ----------------- | ----------------- | ------------------- | ------------------- | ------------------- | ---------------- | ---------------- | ---------------- | --------------------------- | --------------------------- | --------------------------- | ------------------ | ------------------ | ------------------ | ----- | ----- | ------- |
| São Paulo         | 2014              | 12                  | 0                   | 0                   | 0                | 0                | 0                | 2                           | 0                           | 0                           | 0                  | 0                  | 0                  | 14    | 0     | 0       |
| São Paulo         | 2015              | 10                  | 0                   | 0                   | 0                | 0                | 0                | 0                           | 0                           | 0                           | 6                  | 0                  | 0                  | 16    | 0     | 0       |
| São Paulo         | 2016              | 6                   | 0                   | 0                   | —                | —                | —                | 0                           | 0                           | 0                           | —                  | —                  | —                  | 6     | 0     | 0       |
| São Paulo         | 2017              | 0                   | 0                   | 0                   | —                | —                | —                | —                           | —                           | —                           | —                  | —                  | —                  | 0     | 0     | 0       |
| São Paulo         | Total             | 28                  | 0                   | 0                   | 0                | 0                | 0                | 2                           | 0                           | 0                           | 6                  | 0                  | 0                  | 36    | 0     | 0       |
| Linense           | 2016              | —                   | —                   | —                   | 1                | 0                | 0                | —                           | —                           | —                           | 1                  | 0                  | 0                  | 2     | 0     | 0       |
| Linense           | Total             | 0                   | 0                   | 0                   | 1                | 0                | 0                | 0                           | 0                           | 0                           | 1                  | 0                  | 0                  | 2     | 0     | 0       |
| América Mineiro   | 2017              | —                   | —                   | —                   | 2                | 0                | 0                | —                           | —                           | —                           | 14                 | 0                  | 0                  | 16    | 0     | 0       |
| América Mineiro   | Total             | 0                   | 0                   | 0                   | 2                | 0                | 0                | 0                           | 0                           | 0                           | 14                 | 0                  | 0                  | 16    | 0     | 0       |
| Toronto FC        | 2018              | 18                  | 0                   | 3                   | 1                | 0                | 0                | 8                           | 0                           | 2                           | 1                  | 0                  | 0                  | 28    | 0     | 5       |
| Toronto FC        | 2019              | 23                  | 0                   | 2                   | 1                | 0                | 0                | 2                           | 0                           | 0                           | 4                  | 0                  | 0                  | 30    | 0     | 2       |
| Toronto FC        | 2020              | 18                  | 0                   | 0                   | 0                | 0                | 0                | —                           | —                           | —                           | 2                  | 0                  | 0                  | 20    | 0     | 0       |
| Toronto FC        | 2021              | 25                  | 0                   | 3                   | 2                | 0                | 0                | 4                           | 0                           | 0                           | —                  | —                  | —                  | 31    | 0     | 3       |
| Toronto FC        | Total             | 84                  | 0                   | 8                   | 4                | 0                | 0                | 12                          | 0                           | 2                           | 7                  | 0                  | 0                  | 107   | 0     | 10      |
| Santos            | 2022              | 8                   | 0                   | 0                   | 1                | 0                | 0                | 3                           | 0                           | 0                           | 3                  | 0                  | 0                  | 15    | 0     | 0       |
| Santos            | Total             | 8                   | 0                   | 0                   | 1                | 0                | 0                | 3                           | 0                           | 0                           | 3                  | 0                  | 0                  | 15    | 0     | 0       |
| Ordabasy          | 2023              | 16                  | 1                   | 0                   | 4                | 0                | 0                | 2                           | 0                           | 0                           | —                  | —                  | —                  | 22    | 1     | 0       |
| Ordabasy          | Total             | 16                  | 1                   | 0                   | 4                | 0                | 0                | 2                           | 0                           | 0                           | 0                  | 0                  | 0                  | 22    | 1     | 0       |
| Total na carreira | Total na carreira | 136                 | 1                   | 8                   | 12               | 0                | 0                | 19                          | 0                           | 2                           | 31                 | 0                  | 0                  | 198   | 1     | 10      |

- a. ^ Jogos da Copa do Brasil, do Campeonato Canadense e da Copa do Cazaquistão
- b. ^ Jogos da Copa Sul-Americana, da Copa Libertadores da América, da Liga dos Campeões da CONCACAF e da Liga Conferência Europa da UEFA
- c. ^ Jogos do Campeonato Paulista, da Primeira Liga, do Campeonato Mineiro e da Campeones Cup

## Títulos

### Clubes
Toronto FC
- Campeonato Canadense: 2018

### Seleção nacional
Brasil sub-21
- Torneio Internacional de Toulon: 2014